# The Iron Heart (film fra 1920)
The Iron Heart er en amerikansk stumfilm fra 1920 af Denison Clift og Paul Caseneuve.

## Medvirkende
- Madlaine Traverse som Esther Regan
- George A. McDaniel som Darwin McAllister
- Edwin B. Tilton som John Regan
- Melbourne MacDowell som Cyrus K. Moulton
- Ben Deeley som Dan Cullen